# 't Hol (gehucht)
't Hol is een gehucht in de gemeente Sint-Gillis-Waas in de Belgische provincie Oost-Vlaanderen. 
Het gehucht ligt in het westen van de gemeente, zo'n 2,5 kilometer ten noordwesten van het dorpscentrum van Sint-Gillis-Waas, nabij de grens met Kemzeke.

## Geschiedenis
Op de kaart van Fricx uit het begin van de 18de eeuw is in de omgeving een plaatsnaam Le Trou aangegeven. De Ferrariskaart uit de jaren 1770 toont hier rond een kruispunt een omvangrijk gehucht Het Hol, waarvan het westelijk deel afhankelijk was van Kemzeke en het oostelijk van Sint-Gillis.
Op het eind van het ancien régime, toen tijdens de Franse bezetting op het eind van de 18de eeuw de gemeenten werden gecreëerd, kwam het gehucht op een gemeentegrens te liggen: het westelijk deel ging naar de gemeente Kemzeke, het oostelijke deel naar de gemeente Sint-Gillis.
In de jaren 1870 werd het gebied ten zuidoosten van het gehucht doorsneden door de aanleg van de spoorlijn 77 van Sint-Gillis-Waas naar Moerbeke.
Het reizigersverkeer op de spoorlijn werd in de jaren 1950 stopgezet, en de sporen werden hier opgebroken. De volgende decennia werd op het voormalig spoortracé een afwateringskanaal gegraven, een deel van de zogenaamde Watergang van De Hoge Landen.
In de 20ste eeuw bevonden zich ten westen van 't Hol een paar steenbakkerijen met een kleigroeve: steenbakkerij "De Vrede", die tot 1971 actief bleef, en steenbakkerij "De Herleving", die tot 1980 actief bleef.
Bij de gemeentelijke herindeling van 1977 werd het westelijke stuk grondgebied van Kemzeke afgesplitst en overgeheveld naar de gemeente Sint-Gillis-Waas. Het gehucht 't Hol kwam zo volledig binnen een gemeente te liggen.

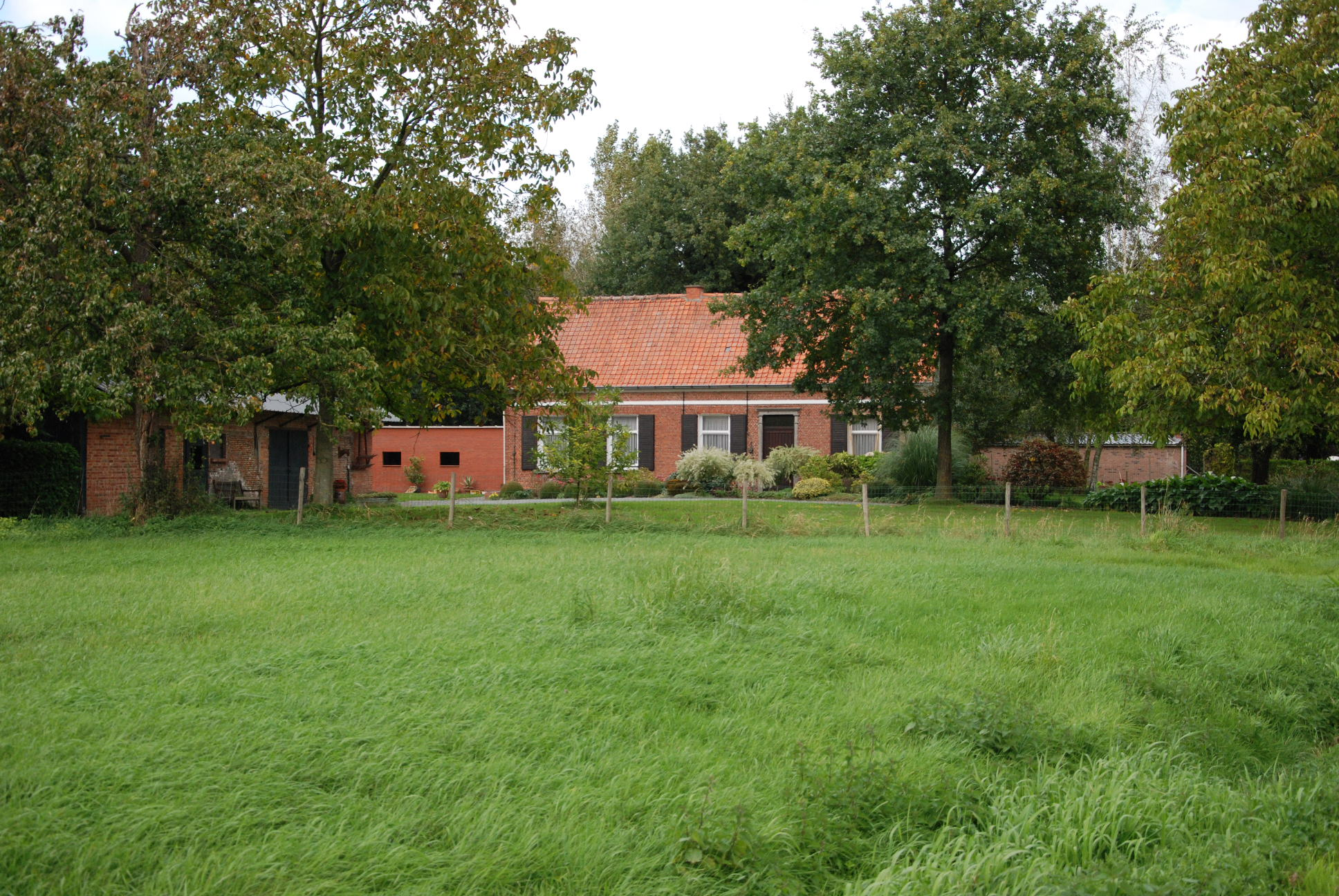
Hoeve uit de 19de eeuw, gesloopt in 2018-19
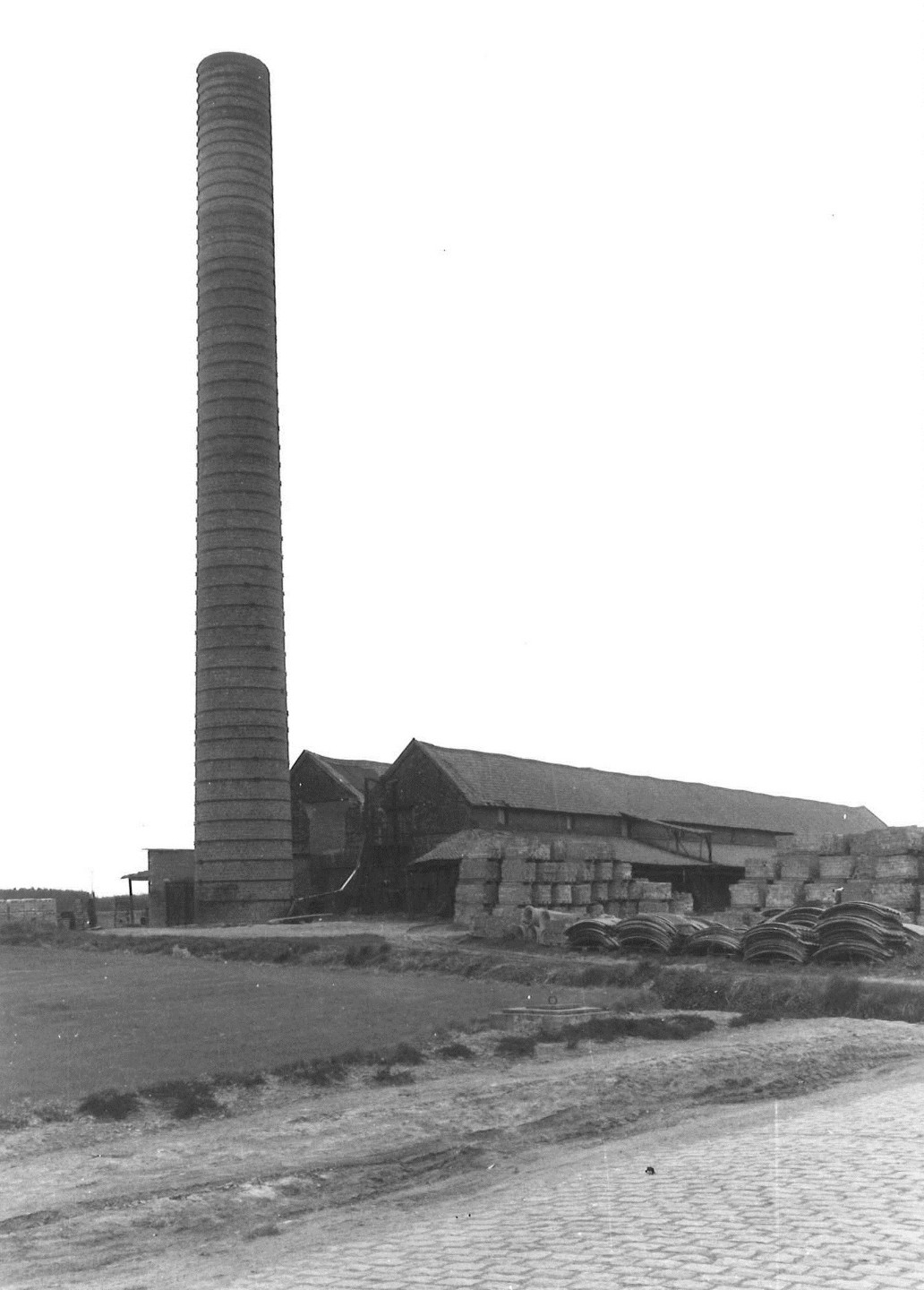
Steenbakkerij De Herleving (1979)

Deelgemeenten: De Klinge · Meerdonk · Sint-Gillis-Waas · Sint-Pauwels

Overige plaatsen: 't Kalf · 't Hol · Hoogeinde · Okkevoorde · Peisels en Verre

Belgische gemeenten · Arrondissement Sint-Niklaas · Oost-Vlaanderen · Vlaanderen